# Acyclus trilobus
Acyclus trilobus är en hjuldjursart som först beskrevs av Lucks 1911.  Acyclus trilobus ingår i släktet Acyclus och familjen Atrochidae. Inga underarter finns listade i Catalogue of Life.